# Liste du patrimoine immobilier classé de Tenneville
Cette page regroupe l'ensemble du patrimoine immobilier classé de la commune belge de Tenneville.
| Objet                                        | Année de construction / Architecte | Adresse | Section communale | Coordonnées                      | Numéro d’inventaire | Illustration                                 |
| -------------------------------------------- | ---------------------------------- | ------- | ----------------- | -------------------------------- | ------------------- | -------------------------------------------- |
| Ensemble formé par les Rochers de la Falhize |                                    | Ramont  |                   | 50° 05′ 34″ nord, 5° 31′ 08″ est | 83049-CLT-0001-01   | Image manquanteTéléverser                    |
| Tour de l'église désaffectée Sainte-Gertrude |                                    |         | Tenneville        | 50° 05′ 42″ nord, 5° 31′ 46″ est | 83049-CLT-0003-01   | Tour de l'église désaffectée Sainte-Gertrude |